# Dea Roma (Funi)
Dea Roma è un dipinto di Achille Funi. Eseguito tra il 1941 e il 1942, appartiene alle collezioni d'arte della Fondazione Cariplo.

## Descrizione
La città di Roma è personificata nelle vesti di una giovane dea, dai tratti aulici ma non allegorici. Il tratto è libero ed appena abbozzato.

## Storia
Si tratta, come per Il soldato romano, di un cartone preparatorio per un pannello intitolato Tutte le strade portano a Roma, l'unico realizzato, nel 1943, dei tre progettati per l'atrio del Palazzo dei Congressi dell'EUR. Il cartone è stato erroneamente considerato preparatorio anche di un affresco per il Palazzo di Giustizia di Milano, di cui in realtà non si hanno notizie. L'opera è stata esposta in due mostre retrospettive sull'autore, allestite nel 1973 a Milano e nel 1988 a Roma; in quest'ultima occasione venne acquistato dalla Fondazione Cariplo.